# Ménières
Ménières is een gemeente in het district Broye van het kanton Fribourg in Zwitserland.

## Geografie
Ménières ligt in de exclave Estavayer van kanton Fribourg in kanton Vaud. De buurgemeenten in kanton Fribourg zijn Fétigny, Les Montets en Cugy. De oppervlakte van de gemeente bedraagt 4.33 km².
- Hoogste punt: 636 m
- Laagste punt: 463 m

## Bevolking
De gemeente heeft 286 inwoners (2003). De meerderheid in Ménières is Franstalig (94%, 2000) en Rooms-Katholiek (79%).

## Economie
71% van de werkzame bevolking werkt in de primaire sector (landbouw en veeteelt), 5% in de secundaire sector (industrie), 24% in de tertiaire sector (dienstverlening).